# Dambasket
Dambasket har till skillnad från många andra idrottsgrenar utvecklats parallellt med herrarnas motsvarighet. Damernas basketspelande spreds från USA:s östkust till USA:s västkust, bland annat via spel på college. Den första collegematchen för damer spelades 1896 mellan Stanford University och University of California, Berkeley. Åren 1895-1970 kunde begreppet "dambasket" också användas om netball, ett spel som utvecklades parallellt med dambasket.

### Fotnoter
1. ↑  ”Women's Basketball Historical Timeline” (på engelska). Women's Basketball Hall of Fame. Arkiverad från originalet den 21 juni 2009. https://web.archive.org/web/20090621024009/http://www.wbhof.com/timeline.html. Läst 8 november 2015.